# Цорге (Немачка)
Цорге (њем. Zorge) град је у њемачкој савезној држави Доња Саксонија. Једно је од 16 општинских средишта округа Остероде ам Харц. Према процјени из 2010. у граду је живјело 1.134 становника. Посједује регионалну шифру (AGS) 3156016.

## Географски и демографски подаци
Цорге се налази у савезној држави Доња Саксонија у округу Остероде ам Харц. Град се налази на надморској висини од 340 метара. Површина општине износи 2,2 km². У самом граду је, према процјени из 2010. године, живјело 1.134 становника. Просјечна густина становништва износи 513 становника/km².